# Elektrostal
Elektrostal (russisk: Электросталь, tr. Elektrostal) er en by i Moskva oblast i Centrale føderale distrikt i Den Russiske Føderation. Elektrostal ligger 38 km fra MKAD og 52 km øst for Moskva. Byen har 141.778(2024) indbyggere.